# Vivant (album de Raoul Petite)
Pour les articles homonymes, voir Vivant.
Albums de Raoul Petite
C'est sûr si t'assures
(1984) Karaï
(1989)
Vivant est le deuxième album du groupe Raoul Petite, sorti peu après C'est sûr si t'assures, qui confirme le talent scénique du groupe.

## Liste des titres
1. Mais pourquoi (3:55)
2. Le passager clandestin (7:38)
3. The sea is just like concrete (5:14)
4. La chanson des pleurs (3:57)
5. Quiqui le zombie (11:08)
6. Un jamaïcain à Paris (5:47)
7. Je pourrais être aimé même si c'est moi le plus laid (6:06)
8. C'est sûr si t'assures, c'est pas dur (3:08)

## Membres
- Carton (Christian Picard) : chant, accordéon.
- Odile Avezard : chant.
- Marjorie Savino : chant.
- David Salkin : batterie, percussions, guitare.
- Christophe Monthieux : batterie, percussions, guitare, chant.
- Patrick Richard : guitare basse.
- Nicolas Fiszman : guitare basse, clavier, guitare.
- François Delfin : guitare.
- Frédéric Tillard: guitare, clavier, chant.
- Momo (Maurice Ducastaing) : saxophone, clavier.
- Bruno Huet : saxophone, chant.
- Laurent Chapot: Lumières, Programmation claviers
- Pierre Vernet.
- Didier Lulubin.
- Francis.
- Diégo.
- Dimitri.
- Seb.
- Fabrice.
- mixage Philippe Gueugnon